# مولة (إسبانيا)
بلدية مولة (بالإسبانية: Mula) هي بلدية تقع في منطقة مرسية جنوب شرق إسبانيا.

## الديموغرافيا
بلغ عدد سكان بلدية مولة 17.067 نسمة عام 2011 (وفقاً للمعهد الوطني الإسباني للإحصاء).
| 13.386 | 13.632 | 14.870 | 16.004 | 16.570 | 16.941 | 17.067 |

## أعلام
- خافي غارسيا
- بيدرو ليون
- باتريك كابرال
- لويس ليون سانشيز